# Wałerij Horodow
Wałerij Wasylowycz Horodow, ukr. Валерій Васильович Городов, ros. Валерий Васильевич Городов, Walerij Wasiljewicz Gorodow (ur. 14 lutego 1961 w Woroneżu, Rosyjska FSRR) – ukraiński piłkarz pochodzenia rosyjskiego, grający na pozycji bramkarza, trener piłkarski.

## Kariera piłkarska

### Kariera klubowa
Wychowanek klubu Salut Biełgorod, w którym w 1981 rozpoczął karierę piłkarską. W lipcu 1983 przeszedł do Iskry Smoleńsk. W 1984 został piłkarzem Dnipra Dniepropetrowsk, w którym występował przez 8 lat. 7 marca 1992 roku debiutował w Wyszczej Lidze w meczu z Zorią Ługańsk (2:0). W sezonie 1993/94 bronił barw marokańskiego RS Settat. Latem 1994 wyjechał do Rosji, gdzie został piłkarzem Urałmaszu Jekaterynburg. Na początku 1996 przeniósł się do Fakiełu Woroneż. W 1999 roku w wieku 38 lat zakończył karierę piłkarską w Krywbasie Krzywy Róg.

## Kariera trenerska
Po zakończeniu kariery piłkarską rozpoczął pracę trenerską w Krywbasie Krzywy Róg. Potem pomagał trenować bramkarzy w Dnipro Dniepropetrowsk. W sierpniu 2007 objął stanowisko głównego trenera klubu Naftowyk-Ukrnafta Ochtyrka. Na początku listopada 2008 podał się do dymisji i powrócił do sztabu szkoleniowego Krywbasa Krzywy Róg.

## Sukcesy i odznaczenia

### Sukcesy klubowe
- mistrz ZSRR: 1988
- wicemistrz ZSRR: 1987, 1989
- brązowy medalista Mistrzostw ZSRR: 1985
- zdobywca Pucharu ZSRR: 1989
- zdobywca Pucharu Federacji ZSRR: 1986, 1989
- finalista Pucharu Federacji ZSRR: 1990
- zdobywca Pucharu Sezonu ZSRR: 1989
- wicemistrz Ukrainy: 1993
- brązowy medalista Mistrzostw Ukrainy: 1992, 1999
- brązowy medalista Mistrzostw Maroka: 1993

### Sukcesy indywidualne
- członek Klubu Jewhena Rudakowa: 105 meczów na "0"

### Odznaczenia
- tytuł Mistrza Sportu ZSRR: 1987